# Campeonato da Liga de Snooker de 2022 – Evento 2
O Championship League de 2022 ("Liga do Campeonato"), também conhecido oficialmente como Championship League Snooker 2022,foi um torneio de snooker profissional pontuável para o ranking mundial da categoria que ocorreu de 28 de junho a 29 de julho de 2022 na Morningside Arena em Leicester, na Inglaterra. O evento contou com a participação de 128 jogadores e foi disputado em três rodadas com grupos de quatro, e na sequência, a final no melhor de cinco frames. Foi a décima nona edição do Championship League e o primeiro torneio ranking mundial da temporada de snooker de 2022–23.
O inglês David Gilbert foi o defensor do título, tendo derrotado o norte-irlandês Mark Allen por 3–1 na final da edição anterior do torneio. No entanto, ele foi eliminado durante a segunda fase de grupos desta edição.
O belga Luca Brecel venceu o torneio, derrotando o chinês Lu Ning por 3–1 e conqusitou seu terceiro título em provas do ranking mundial e o segundo título do Championship League.

## Visão geral
O Championship League de 2022 ocorreu de 28 de junho a 29 de julho de 2022 na Morningside Arena em Leicester, na Inglaterra. 128 jogadores participaram do evento.

### Regulamento
A competição foi dividida em três fases e uma final. Os jogos dos grupos foram disputados no sistema de todos contra todos em turno único. Todas as partidas, com exceção da final, foram disputadas no melhor de quatro frames, sendo três pontos concedidos por vitória e um ponto por empate, e zero em caso de derrota. As posições nos grupos ao final de cada fase foram determinadas seguindo os seguintes critérios: maior número de pontos, melhor saldo de frames e, em seguida, resultado no confronto direto. Aplicando os três critérios anteriores, caso ainda persita o empate em alguma posição, o desempate se dará pelo maior break feito nos jogos do grupo. A primeira fase começou com 32 grupos compostos por quatro jogadores (Grupo 1 ao 32), cujos líderes avançaram para a fase seguinte. Na segunda fase, os 32 jogadores foram divididos novamente em outros oito grupos (Grupo 1 ao 8). Ao final da segunda fase, os líderes dos oitos grupos avançam para a terceira e última fase, onde foram novamente divididos em dois grupos finais (Grupo 1 e 2). Por fim, os líderes do Grupo 1 e 2 disputaram a final no melhor de 5 frames, cujo vencedor levou além do título da Championship League, uma vaga no Champion of Champions de 2022 ("Campeão dos Campeões de 2022").

### Premiação
A premiação total do evento foi de 328 mil libras esterlinas, sendo 33 mil libras esterlinas o valor do cheque atribuído ao vencedor. A distribuição dos prêmios para esta edição foi a seguinte:
| Posição        | Prêmio |
| -------------- | ------ |
| Campeão        | 3 000  |
| Vice-campeão   | 2 000  |
| Terceiro lugar | 1 000  |
| Quarto lugar   | 0      |

| Posição        | Prêmio |
| -------------- | ------ |
| Campeão        | 4 000  |
| Vice-campeão   | 3 000  |
| Terceiro lugar | 2 000  |
| Quarto lugar   | 1 000  |

| Posição        | Prêmio |
| -------------- | ------ |
| Campeão        | 6 000  |
| Vice-campeão   | 4 000  |
| Terceiro lugar | 2 000  |
| Quarto lugar   | 1 000  |

| Posição          | Prêmio  |
| ---------------- | ------- |
| Campeão          | 20 000  |
| Vice-campeão     | 10 000  |
| Total do torneio | 328 000 |

## Jogos

### Primeira fase

#### Grupo 1
O Grupo 1 foi disputado em 4 de julho.
| Pos. | Jogador                     | P | V | E | D | FV | FP | SF | MB  | Pts |
| ---- | --------------------------- | - | - | - | - | -- | -- | -- | --- | --- |
| 1    | Ronnie O'Sullivan (ENG)     | 3 | 3 | 0 | 0 | 9  | 2  | +7 | 121 | 9   |
| 2    | Alexander Ursenbacher (SUI) | 3 | 2 | 0 | 1 | 7  | 5  | +2 | 105 | 6   |
| 3    | Alfie Burden (ENG)          | 3 | 0 | 1 | 2 | 4  | 8  | –4 | 79  | 1   |
| 4    | Farakh Ajaib (PAK)          | 3 | 0 | 1 | 2 | 3  | 8  | –5 | 79  | 1   |

| Ronnie O'Sullivan     | 3 – 0 | Farakh Ajaib          |
| Alexander Ursenbacher | 3 – 1 | Alfie Burden          |
| Alexander Ursenbacher | 3 – 1 | Farakh Ajaib          |
| Ronnie O'Sullivan     | 3 – 1 | Alfie Burden          |
| Alfie Burden          | 2 – 2 | Farakh Ajaib          |
| Ronnie O'Sullivan     | 3 – 1 | Alexander Ursenbacher |

#### Grupo 2
O Grupo 2 foi disputado em 19 de julho.
| Pos. | Jogador               | P | V | E | D | FV | FP | SF | MB  | Pts |
| ---- | --------------------- | - | - | - | - | -- | -- | -- | --- | --- |
| 1    | Jamie Clarke (WAL)    | 3 | 1 | 2 | 0 | 7  | 4  | +3 | 62  | 5   |
| 2    | Judd Trump (ENG)      | 3 | 1 | 2 | 0 | 7  | 5  | +2 | 76  | 5   |
| 3    | Sean O'Sullivan (ENG) | 3 | 1 | 0 | 2 | 4  | 7  | –3 | 65  | 3   |
| 4    | Peng Yisong (CHN)     | 3 | 0 | 2 | 1 | 5  | 7  | –2 | 133 | 2   |

| Judd Trump      | 2 – 2 | Peng Yisong     |
| Jamie Clarke    | 3 – 0 | Sean O'Sullivan |
| Jamie Clarke    | 2 – 2 | Peng Yisong     |
| Judd Trump      | 3 – 1 | Sean O'Sullivan |
| Sean O'Sullivan | 3 – 1 | Peng Yisong     |
| Judd Trump      | 2 – 2 | Jamie Clarke    |

#### Grupo 3
O Grupo 3 foi disputado em 7 de julho.
| Pos. | Jogador              | P | V | E | D | FV | FP | SF | MB  | Pts |
| ---- | -------------------- | - | - | - | - | -- | -- | -- | --- | --- |
| 1    | Ben Woollaston (ENG) | 3 | 3 | 0 | 0 | 9  | 1  | +8 | 127 | 9   |
| 2    | Mark Selby (ENG)     | 3 | 2 | 0 | 1 | 7  | 4  | +3 | 113 | 6   |
| 3    | James Cahill (ENG)   | 3 | 1 | 0 | 2 | 4  | 7  | –3 | 70  | 3   |
| 4    | Zhang Jiankang (CHN) | 3 | 0 | 0 | 3 | 1  | 9  | –8 |     | 0   |

| Mark Selby     | 3 – 1 | James Cahill   |
| Ben Woollaston | 3 – 0 | Zhang Jiankang |
| Ben Woollaston | 3 – 0 | James Cahill   |
| Mark Selby     | 3 – 0 | Zhang Jiankang |
| Zhang Jiankang | 1 – 3 | James Cahill   |
| Mark Selby     | 1 – 3 | Ben Woollaston |

| Pos. | Jogador              | P | V | E | D | FV | FP | SF | MB  | Pts |
| ---- | -------------------- | - | - | - | - | -- | -- | -- | --- | --- |
| 1    | Ben Woollaston (ENG) | 3 | 3 | 0 | 0 | 9  | 1  | +8 | 127 | 9   |
| 2    | Mark Selby (ENG)     | 3 | 2 | 0 | 1 | 7  | 4  | +3 | 113 | 6   |
| 3    | James Cahill (ENG)   | 3 | 1 | 0 | 2 | 4  | 7  | –3 | 70  | 3   |
| 4    | Zhang Jiankang (CHN) | 3 | 0 | 0 | 3 | 1  | 9  | –8 |     | 0   |

| Mark Selby     | 3 – 1 | James Cahill   |
| Ben Woollaston | 3 – 0 | Zhang Jiankang |
| Ben Woollaston | 3 – 0 | James Cahill   |
| Mark Selby     | 3 – 0 | Zhang Jiankang |
| Zhang Jiankang | 1 – 3 | James Cahill   |
| Mark Selby     | 1 – 3 | Ben Woollaston |

| Pos. | Jogador            | P | V | E | D | FV | FP | SF | MB  | Pts |
| ---- | ------------------ | - | - | - | - | -- | -- | -- | --- | --- |
| 1    | Zhao Xintong (CHN) | 3 | 3 | 0 | 0 | 9  | 1  | +8 | 105 | 9   |
| 2    | Hammad Miah (ENG)  | 3 | 1 | 1 | 1 | 5  | 6  | –1 | 57  | 4   |
| 3    | Michael Holt (ENG) | 3 | 1 | 0 | 2 | 5  | 7  | –2 | 75  | 3   |
| 4    | Adam Duffy (ENG)   | 3 | 0 | 1 | 2 | 3  | 8  | –5 |     | 1   |

| Zhao Xintong | 3 – 1 | Michael Holt |
| Hammad Miah  | 2 – 2 | Adam Duffy   |
| Hammad Miah  | 3 – 1 | Michael Holt |
| Zhao Xintong | 3 – 0 | Adam Duffy   |
| Adam Duffy   | 1 – 3 | Michael Holt |
| Zhao Xintong | 3 – 0 | Hammad Miah  |

| Pos. | Jogador            | P | V | E | D | FV | FP | SF | MB  | Pts |
| ---- | ------------------ | - | - | - | - | -- | -- | -- | --- | --- |
| 1    | Zhao Xintong (CHN) | 3 | 3 | 0 | 0 | 9  | 1  | +8 | 105 | 9   |
| 2    | Hammad Miah (ENG)  | 3 | 1 | 1 | 1 | 5  | 6  | –1 | 57  | 4   |
| 3    | Michael Holt (ENG) | 3 | 1 | 0 | 2 | 5  | 7  | –2 | 75  | 3   |
| 4    | Adam Duffy (ENG)   | 3 | 0 | 1 | 2 | 3  | 8  | –5 |     | 1   |

| Zhao Xintong | 3 – 1 | Michael Holt |
| Hammad Miah  | 2 – 2 | Adam Duffy   |
| Hammad Miah  | 3 – 1 | Michael Holt |
| Zhao Xintong | 3 – 0 | Adam Duffy   |
| Adam Duffy   | 1 – 3 | Michael Holt |
| Zhao Xintong | 3 – 0 | Hammad Miah  |

| Pos. | Jogador             | P | V | E | D | FV | FP | SF | MB  | Pts |
| ---- | ------------------- | - | - | - | - | -- | -- | -- | --- | --- |
| 1    | Mark Williams (WAL) | 3 | 3 | 0 | 0 | 9  | 2  | +7 | 140 | 9   |
| 2    | Li Hang (CHN)       | 3 | 1 | 1 | 1 | 6  | 6  | 0  | 111 | 4   |
| 3    | Andrew Pagett (WAL) | 3 | 1 | 0 | 2 | 4  | 7  | –3 | 94  | 3   |
| 4    | Rory McLeod (JAM)   | 3 | 0 | 1 | 2 | 4  | 8  | –4 | 56  | 1   |

| Mark Williams | 3 – 1 | Rory McLeod   |
| Li Hang       | 3 – 1 | Andrew Pagett |
| Li Hang       | 2 – 2 | Rory McLeod   |
| Mark Williams | 3 – 0 | Andrew Pagett |
| Andrew Pagett | 3 – 0 | Rory McLeod   |
| Mark Williams | 3 – 1 | Li Hang       |

| Pos. | Jogador             | P | V | E | D | FV | FP | SF | MB  | Pts |
| ---- | ------------------- | - | - | - | - | -- | -- | -- | --- | --- |
| 1    | Mark Williams (WAL) | 3 | 3 | 0 | 0 | 9  | 2  | +7 | 140 | 9   |
| 2    | Li Hang (CHN)       | 3 | 1 | 1 | 1 | 6  | 6  | 0  | 111 | 4   |
| 3    | Andrew Pagett (WAL) | 3 | 1 | 0 | 2 | 4  | 7  | –3 | 94  | 3   |
| 4    | Rory McLeod (JAM)   | 3 | 0 | 1 | 2 | 4  | 8  | –4 | 56  | 1   |

| Mark Williams | 3 – 1 | Rory McLeod   |
| Li Hang       | 3 – 1 | Andrew Pagett |
| Li Hang       | 2 – 2 | Rory McLeod   |
| Mark Williams | 3 – 0 | Andrew Pagett |
| Andrew Pagett | 3 – 0 | Rory McLeod   |
| Mark Williams | 3 – 1 | Li Hang       |

| Pos. | Jogador             | P | V | E | D | FV | FP | SF | MB | Pts |
| ---- | ------------------- | - | - | - | - | -- | -- | -- | -- | --- |
| 1    | Michael Judge (IRL) | 3 | 1 | 2 | 0 | 7  | 5  | +2 | 77 | 5   |
| 2    | Kyren Wilson (ENG)  | 3 | 0 | 3 | 0 | 6  | 6  | 0  | 98 | 3   |
| 3    | Zhang Anda (CHN)    | 3 | 0 | 3 | 0 | 6  | 6  | 0  | 66 | 3   |
| 4    | Luke Simmonds (ENG) | 3 | 0 | 2 | 1 | 5  | 7  | –2 | 65 | 2   |

| Kyren Wilson  | 2 – 2 | Luke Simmonds |
| Zhang Anda    | 2 – 2 | Michael Judge |
| Zhang Anda    | 2 – 2 | Luke Simmonds |
| Kyren Wilson  | 2 – 2 | Michael Judge |
| Michael Judge | 3 – 1 | Luke Simmonds |
| Kyren Wilson  | 2 – 2 | Zhang Anda    |

| Pos. | Jogador             | P | V | E | D | FV | FP | SF | MB | Pts |
| ---- | ------------------- | - | - | - | - | -- | -- | -- | -- | --- |
| 1    | Michael Judge (IRL) | 3 | 1 | 2 | 0 | 7  | 5  | +2 | 77 | 5   |
| 2    | Kyren Wilson (ENG)  | 3 | 0 | 3 | 0 | 6  | 6  | 0  | 98 | 3   |
| 3    | Zhang Anda (CHN)    | 3 | 0 | 3 | 0 | 6  | 6  | 0  | 66 | 3   |
| 4    | Luke Simmonds (ENG) | 3 | 0 | 2 | 1 | 5  | 7  | –2 | 65 | 2   |

| Kyren Wilson  | 2 – 2 | Luke Simmonds |
| Zhang Anda    | 2 – 2 | Michael Judge |
| Zhang Anda    | 2 – 2 | Luke Simmonds |
| Kyren Wilson  | 2 – 2 | Michael Judge |
| Michael Judge | 3 – 1 | Luke Simmonds |
| Kyren Wilson  | 2 – 2 | Zhang Anda    |

| Pos. | Jogador              | P | V | E | D | FV | FP | SF | MB  | Pts |
| ---- | -------------------- | - | - | - | - | -- | -- | -- | --- | --- |
| 1    | Shaun Murphy (ENG)   | 3 | 2 | 1 | 0 | 8  | 2  | +6 | 144 | 7   |
| 2    | Ben Mertens (BEL)    | 3 | 2 | 1 | 0 | 8  | 4  | +4 | 117 | 7   |
| 3    | Xu Si (CHN)          | 3 | 1 | 0 | 2 | 4  | 7  | –3 | 61  | 3   |
| 4    | Liam Highfield (ENG) | 3 | 0 | 0 | 3 | 2  | 9  | –7 | 70  | 0   |

| Shaun Murphy   | 2 – 2 | Ben Mertens    |
| Liam Highfield | 1 – 3 | Xu Si          |
| Liam Highfield | 1 – 3 | Ben Mertens    |
| Shaun Murphy   | 3 – 0 | Xu Si          |
| Xu Si          | 1 – 3 | Ben Mertens    |
| Shaun Murphy   | 3 – 0 | Liam Highfield |

| Pos. | Jogador              | P | V | E | D | FV | FP | SF | MB  | Pts |
| ---- | -------------------- | - | - | - | - | -- | -- | -- | --- | --- |
| 1    | Shaun Murphy (ENG)   | 3 | 2 | 1 | 0 | 8  | 2  | +6 | 144 | 7   |
| 2    | Ben Mertens (BEL)    | 3 | 2 | 1 | 0 | 8  | 4  | +4 | 117 | 7   |
| 3    | Xu Si (CHN)          | 3 | 1 | 0 | 2 | 4  | 7  | –3 | 61  | 3   |
| 4    | Liam Highfield (ENG) | 3 | 0 | 0 | 3 | 2  | 9  | –7 | 70  | 0   |

| Shaun Murphy   | 2 – 2 | Ben Mertens    |
| Liam Highfield | 1 – 3 | Xu Si          |
| Liam Highfield | 1 – 3 | Ben Mertens    |
| Shaun Murphy   | 3 – 0 | Xu Si          |
| Xu Si          | 1 – 3 | Ben Mertens    |
| Shaun Murphy   | 3 – 0 | Liam Highfield |

| Pos. | Jogador               | P | V | E | D | FV | FP | SF | MB  | Pts |
| ---- | --------------------- | - | - | - | - | -- | -- | -- | --- | --- |
| 1    | Michael White (WAL)   | 3 | 2 | 0 | 1 | 7  | 3  | +4 | 107 | 6   |
| 2    | Mark Joyce (ENG)      | 3 | 2 | 0 | 1 | 6  | 5  | +1 | 65  | 6   |
| 3    | Jack Lisowski (ENG)   | 3 | 1 | 1 | 1 | 6  | 6  | 0  | 70  | 4   |
| 4    | Julien Leclercq (BEL) | 3 | 0 | 1 | 2 | 3  | 8  | –5 | 92  | 1   |

| Jack Lisowski | 2 – 2 | Julien Leclercq |
| Mark Joyce    | 0 – 3 | Michael White   |
| Mark Joyce    | 3 – 1 | Julien Leclercq |
| Jack Lisowski | 3 – 1 | Michael White   |
| Michael White | 3 – 0 | Julien Leclercq |
| Jack Lisowski | 1 – 3 | Mark Joyce      |

| Pos. | Jogador               | P | V | E | D | FV | FP | SF | MB  | Pts |
| ---- | --------------------- | - | - | - | - | -- | -- | -- | --- | --- |
| 1    | Michael White (WAL)   | 3 | 2 | 0 | 1 | 7  | 3  | +4 | 107 | 6   |
| 2    | Mark Joyce (ENG)      | 3 | 2 | 0 | 1 | 6  | 5  | +1 | 65  | 6   |
| 3    | Jack Lisowski (ENG)   | 3 | 1 | 1 | 1 | 6  | 6  | 0  | 70  | 4   |
| 4    | Julien Leclercq (BEL) | 3 | 0 | 1 | 2 | 3  | 8  | –5 | 92  | 1   |

| Jack Lisowski | 2 – 2 | Julien Leclercq |
| Mark Joyce    | 0 – 3 | Michael White   |
| Mark Joyce    | 3 – 1 | Julien Leclercq |
| Jack Lisowski | 3 – 1 | Michael White   |
| Michael White | 3 – 0 | Julien Leclercq |
| Jack Lisowski | 1 – 3 | Mark Joyce      |

| Pos. | Jogador             | P | V | E | D | FV | FP | SF | MB  | Pts |
| ---- | ------------------- | - | - | - | - | -- | -- | -- | --- | --- |
| 1    | Yuan Sijun (CHN)    | 3 | 3 | 0 | 0 | 9  | 0  | +9 | 95  | 9   |
| 2    | Barry Hawkins (ENG) | 3 | 2 | 0 | 1 | 6  | 4  | +2 | 105 | 6   |
| 3    | Ken Doherty (IRL)   | 3 | 0 | 1 | 2 | 3  | 8  | –5 | 52  | 1   |
| 4    | Lei Peifan (CHN)    | 3 | 0 | 1 | 2 | 2  | 8  | –6 | 56  | 1   |

| Barry Hawkins | 3 – 1 | Ken Doherty |
| Yuan Sijun    | 3 – 0 | Lei Peifan  |
| Yuan Sijun    | 3 – 0 | Ken Doherty |
| Barry Hawkins | 3 – 0 | Lei Peifan  |
| Lei Peifan    | 2 – 2 | Ken Doherty |
| Barry Hawkins | 0 – 3 | Yuan Sijun  |

| Pos. | Jogador             | P | V | E | D | FV | FP | SF | MB  | Pts |
| ---- | ------------------- | - | - | - | - | -- | -- | -- | --- | --- |
| 1    | Yuan Sijun (CHN)    | 3 | 3 | 0 | 0 | 9  | 0  | +9 | 95  | 9   |
| 2    | Barry Hawkins (ENG) | 3 | 2 | 0 | 1 | 6  | 4  | +2 | 105 | 6   |
| 3    | Ken Doherty (IRL)   | 3 | 0 | 1 | 2 | 3  | 8  | –5 | 52  | 1   |
| 4    | Lei Peifan (CHN)    | 3 | 0 | 1 | 2 | 2  | 8  | –6 | 56  | 1   |

| Barry Hawkins | 3 – 1 | Ken Doherty |
| Yuan Sijun    | 3 – 0 | Lei Peifan  |
| Yuan Sijun    | 3 – 0 | Ken Doherty |
| Barry Hawkins | 3 – 0 | Lei Peifan  |
| Lei Peifan    | 2 – 2 | Ken Doherty |
| Barry Hawkins | 0 – 3 | Yuan Sijun  |

| Pos. | Jogador               | P | V | E | D | FV | FP | SF | MB | Pts |
| ---- | --------------------- | - | - | - | - | -- | -- | -- | -- | --- |
| 1    | Luca Brecel (BEL)     | 3 | 2 | 1 | 0 | 8  | 3  | +5 | 98 | 7   |
| 2    | Robbie Williams (ENG) | 3 | 1 | 2 | 0 | 7  | 5  | +2 | 70 | 5   |
| 3    | Zhao Jianbo (CHN)     | 3 | 1 | 0 | 2 | 4  | 6  | –2 | 90 | 3   |
| 4    | Oliver Brown (ENG)    | 3 | 0 | 1 | 2 | 3  | 8  | –5 |    | 1   |

| Luca Brecel     | 3 – 0 | Zhao Jianbo     |
| Robbie Williams | 2 – 2 | Oliver Brown    |
| Robbie Williams | 3 – 1 | Zhao Jianbo     |
| Luca Brecel     | 3 – 1 | Oliver Brown    |
| Oliver Brown    | 0 – 3 | Zhao Jianbo     |
| Luca Brecel     | 2 – 2 | Robbie Williams |

| Pos. | Jogador               | P | V | E | D | FV | FP | SF | MB | Pts |
| ---- | --------------------- | - | - | - | - | -- | -- | -- | -- | --- |
| 1    | Luca Brecel (BEL)     | 3 | 2 | 1 | 0 | 8  | 3  | +5 | 98 | 7   |
| 2    | Robbie Williams (ENG) | 3 | 1 | 2 | 0 | 7  | 5  | +2 | 70 | 5   |
| 3    | Zhao Jianbo (CHN)     | 3 | 1 | 0 | 2 | 4  | 6  | –2 | 90 | 3   |
| 4    | Oliver Brown (ENG)    | 3 | 0 | 1 | 2 | 3  | 8  | –5 |    | 1   |

| Luca Brecel     | 3 – 0 | Zhao Jianbo     |
| Robbie Williams | 2 – 2 | Oliver Brown    |
| Robbie Williams | 3 – 1 | Zhao Jianbo     |
| Luca Brecel     | 3 – 1 | Oliver Brown    |
| Oliver Brown    | 0 – 3 | Zhao Jianbo     |
| Luca Brecel     | 2 – 2 | Robbie Williams |

| Pos. | Jogador              | P | V | E | D | FV | FP | SF | MB  | Pts |
| ---- | -------------------- | - | - | - | - | -- | -- | -- | --- | --- |
| 1    | Stuart Bingham (ENG) | 3 | 2 | 0 | 1 | 6  | 4  | +2 | 69  | 6   |
| 2    | Peter Devlin (ENG)   | 3 | 1 | 2 | 0 | 7  | 4  | +3 | 61  | 5   |
| 3    | Cao Yupeng (CHN)     | 3 | 0 | 2 | 1 | 5  | 7  | –2 | 104 | 2   |
| 4    | Peter Lines (ENG)    | 3 | 0 | 2 | 1 | 4  | 7  | -3 | 72  | 2   |

| Stuart Bingham | 0 – 3 | Peter Devlin |
| Cao Yupeng     | 2 – 2 | Peter Lines  |
| Cao Yupeng     | 2 – 2 | Peter Devlin |
| Stuart Bingham | 3 – 0 | Peter Lines  |
| Peter Lines    | 2 – 2 | Peter Devlin |
| Stuart Bingham | 3 – 1 | Cao Yupeng   |

| Pos. | Jogador              | P | V | E | D | FV | FP | SF | MB  | Pts |
| ---- | -------------------- | - | - | - | - | -- | -- | -- | --- | --- |
| 1    | Stuart Bingham (ENG) | 3 | 2 | 0 | 1 | 6  | 4  | +2 | 69  | 6   |
| 2    | Peter Devlin (ENG)   | 3 | 1 | 2 | 0 | 7  | 4  | +3 | 61  | 5   |
| 3    | Cao Yupeng (CHN)     | 3 | 0 | 2 | 1 | 5  | 7  | –2 | 104 | 2   |
| 4    | Peter Lines (ENG)    | 3 | 0 | 2 | 1 | 4  | 7  | -3 | 72  | 2   |

| Stuart Bingham | 0 – 3 | Peter Devlin |
| Cao Yupeng     | 2 – 2 | Peter Lines  |
| Cao Yupeng     | 2 – 2 | Peter Devlin |
| Stuart Bingham | 3 – 0 | Peter Lines  |
| Peter Lines    | 2 – 2 | Peter Devlin |
| Stuart Bingham | 3 – 1 | Cao Yupeng   |

| Pos. | Jogador                 | P | V | E | D | FV | FP | SF | MB  | Pts |
| ---- | ----------------------- | - | - | - | - | -- | -- | -- | --- | --- |
| 1    | Mark Allen (NIR)        | 3 | 3 | 0 | 0 | 9  | 2  | +7 | 142 | 9   |
| 2    | Himanshu Jain (IND)     | 3 | 1 | 1 | 1 | 5  | 5  | 0  | 64  | 4   |
| 3    | Jenson Kendrick (ENG)   | 3 | 0 | 2 | 1 | 5  | 7  | –2 | 62  | 2   |
| 4    | Stuart Carrington (ENG) | 3 | 0 | 1 | 2 | 3  | 8  | –5 | 67  | 1   |

| Mark Allen        | 3 – 0 | Himanshu Jain     |
| Stuart Carrington | 2 – 2 | Jenson Kendrick   |
| Stuart Carrington | 0 – 3 | Himanshu Jain     |
| Mark Allen        | 3 – 1 | Jenson Kendrick   |
| Jenson Kendrick   | 2 – 2 | Himanshu Jain     |
| Mark Allen        | 3 – 1 | Stuart Carrington |

| Pos. | Jogador                 | P | V | E | D | FV | FP | SF | MB  | Pts |
| ---- | ----------------------- | - | - | - | - | -- | -- | -- | --- | --- |
| 1    | Mark Allen (NIR)        | 3 | 3 | 0 | 0 | 9  | 2  | +7 | 142 | 9   |
| 2    | Himanshu Jain (IND)     | 3 | 1 | 1 | 1 | 5  | 5  | 0  | 64  | 4   |
| 3    | Jenson Kendrick (ENG)   | 3 | 0 | 2 | 1 | 5  | 7  | –2 | 62  | 2   |
| 4    | Stuart Carrington (ENG) | 3 | 0 | 1 | 2 | 3  | 8  | –5 | 67  | 1   |

| Mark Allen        | 3 – 0 | Himanshu Jain     |
| Stuart Carrington | 2 – 2 | Jenson Kendrick   |
| Stuart Carrington | 0 – 3 | Himanshu Jain     |
| Mark Allen        | 3 – 1 | Jenson Kendrick   |
| Jenson Kendrick   | 2 – 2 | Himanshu Jain     |
| Mark Allen        | 3 – 1 | Stuart Carrington |

| Pos. | Jogador              | P | V | E | D | FV | FP | SF | MB  | Pts |
| ---- | -------------------- | - | - | - | - | -- | -- | -- | --- | --- |
| 1    | Aaron Hill (IRL)     | 3 | 1 | 2 | 0 | 7  | 4  | +3 | 101 | 5   |
| 2    | David Grace (ENG)    | 3 | 1 | 2 | 0 | 7  | 5  | +2 | 75  | 5   |
| 3    | Ben Hancorn (ENG)    | 3 | 0 | 3 | 0 | 6  | 6  | 0  | 88  | 3   |
| 4    | Craig Steadman (ENG) | 3 | 0 | 1 | 2 | 3  | 8  | –5 | 55  | 1   |

| David Grace    | 2 – 2 | Ben Hancorn    |
| Craig Steadman | 0 – 3 | Aaron Hill     |
| Craig Steadman | 2 – 2 | Ben Hancorn    |
| David Grace    | 2 – 2 | Aaron Hill     |
| Aaron Hill     | 2 – 2 | Ben Hancorn    |
| David Grace    | 3 – 1 | Craig Steadman |

| Pos. | Jogador              | P | V | E | D | FV | FP | SF | MB  | Pts |
| ---- | -------------------- | - | - | - | - | -- | -- | -- | --- | --- |
| 1    | Aaron Hill (IRL)     | 3 | 1 | 2 | 0 | 7  | 4  | +3 | 101 | 5   |
| 2    | David Grace (ENG)    | 3 | 1 | 2 | 0 | 7  | 5  | +2 | 75  | 5   |
| 3    | Ben Hancorn (ENG)    | 3 | 0 | 3 | 0 | 6  | 6  | 0  | 88  | 3   |
| 4    | Craig Steadman (ENG) | 3 | 0 | 1 | 2 | 3  | 8  | –5 | 55  | 1   |

| David Grace    | 2 – 2 | Ben Hancorn    |
| Craig Steadman | 0 – 3 | Aaron Hill     |
| Craig Steadman | 2 – 2 | Ben Hancorn    |
| David Grace    | 2 – 2 | Aaron Hill     |
| Aaron Hill     | 2 – 2 | Ben Hancorn    |
| David Grace    | 3 – 1 | Craig Steadman |

| Pos. | Jogador              | P | V | E | D | FV | FP | SF | MB  | Pts |
| ---- | -------------------- | - | - | - | - | -- | -- | -- | --- | --- |
| 1    | Hossein Vafaei (IRN) | 3 | 2 | 1 | 0 | 8  | 2  | +6 | 70  | 7   |
| 2    | Tian Pengfei (CHN)   | 3 | 2 | 1 | 0 | 8  | 3  | +5 | 103 | 7   |
| 3    | Ryan Thomerson (AUS) | 3 | 1 | 0 | 2 | 4  | 7  | –3 | 99  | 3   |
| 4    | Ng On-yee (HKG)      | 3 | 0 | 0 | 3 | 1  | 9  | –8 | 94  | 0   |

| Hossein Vafaei | 3 – 0 | Ryan Thomerson |
| Tian Pengfei   | 3 – 0 | Ng On-yee      |
| Tian Pengfei   | 3 – 1 | Ryan Thomerson |
| Hossein Vafaei | 3 – 0 | Ng On-yee      |
| Ng On-yee      | 1 – 3 | Ryan Thomerson |
| Hossein Vafaei | 2 – 2 | Tian Pengfei   |

| Pos. | Jogador              | P | V | E | D | FV | FP | SF | MB  | Pts |
| ---- | -------------------- | - | - | - | - | -- | -- | -- | --- | --- |
| 1    | Hossein Vafaei (IRN) | 3 | 2 | 1 | 0 | 8  | 2  | +6 | 70  | 7   |
| 2    | Tian Pengfei (CHN)   | 3 | 2 | 1 | 0 | 8  | 3  | +5 | 103 | 7   |
| 3    | Ryan Thomerson (AUS) | 3 | 1 | 0 | 2 | 4  | 7  | –3 | 99  | 3   |
| 4    | Ng On-yee (HKG)      | 3 | 0 | 0 | 3 | 1  | 9  | –8 | 94  | 0   |

| Hossein Vafaei | 3 – 0 | Ryan Thomerson |
| Tian Pengfei   | 3 – 0 | Ng On-yee      |
| Tian Pengfei   | 3 – 1 | Ryan Thomerson |
| Hossein Vafaei | 3 – 0 | Ng On-yee      |
| Ng On-yee      | 1 – 3 | Ryan Thomerson |
| Hossein Vafaei | 2 – 2 | Tian Pengfei   |

| Pos. | Jogador             | P | V | E | D | FV | FP | SF | MB  | Pts |
| ---- | ------------------- | - | - | - | - | -- | -- | -- | --- | --- |
| 1    | Ricky Walden (ENG)  | 3 | 2 | 1 | 0 | 8  | 4  | +4 | 106 | 7   |
| 2    | Gerard Greene (NIR) | 3 | 1 | 1 | 1 | 6  | 6  | 0  | 65  | 4   |
| 3    | Jackson Page (WAL)  | 3 | 1 | 0 | 2 | 5  | 7  | –2 | 130 | 3   |
| 4    | Andy Lee (HKG)      | 3 | 1 | 0 | 2 | 5  | 7  | –2 | 125 | 3   |

| Ricky Walden  | 3 – 1 | Andy Lee      |
| Jackson Page  | 1 – 3 | Gerard Greene |
| Jackson Page  | 3 – 1 | Andy Lee      |
| Ricky Walden  | 2 – 2 | Gerard Greene |
| Gerard Greene | 1 – 3 | Andy Lee      |
| Ricky Walden  | 3 – 1 | Jackson Page  |

| Pos. | Jogador             | P | V | E | D | FV | FP | SF | MB  | Pts |
| ---- | ------------------- | - | - | - | - | -- | -- | -- | --- | --- |
| 1    | Ricky Walden (ENG)  | 3 | 2 | 1 | 0 | 8  | 4  | +4 | 106 | 7   |
| 2    | Gerard Greene (NIR) | 3 | 1 | 1 | 1 | 6  | 6  | 0  | 65  | 4   |
| 3    | Jackson Page (WAL)  | 3 | 1 | 0 | 2 | 5  | 7  | –2 | 130 | 3   |
| 4    | Andy Lee (HKG)      | 3 | 1 | 0 | 2 | 5  | 7  | –2 | 125 | 3   |

| Ricky Walden  | 3 – 1 | Andy Lee      |
| Jackson Page  | 1 – 3 | Gerard Greene |
| Jackson Page  | 3 – 1 | Andy Lee      |
| Ricky Walden  | 2 – 2 | Gerard Greene |
| Gerard Greene | 1 – 3 | Andy Lee      |
| Ricky Walden  | 3 – 1 | Jackson Page  |

| Pos. | Jogador             | P | V | E | D | FV | FP | SF | MB  | Pts |
| ---- | ------------------- | - | - | - | - | -- | -- | -- | --- | --- |
| 1    | David Gilbert (ENG) | 3 | 2 | 1 | 0 | 8  | 2  | +6 | 100 | 7   |
| 2    | Florian Nüßle (AUT) | 3 | 2 | 0 | 1 | 6  | 4  | +2 | 61  | 6   |
| 3    | Joe O'Connor (ENG)  | 3 | 1 | 1 | 1 | 6  | 6  | 0  | 111 | 4   |
| 4    | Zak Surety (ENG)    | 3 | 0 | 0 | 3 | 1  | 9  | –8 | 55  | 0   |

| David Gilbert | 3 – 0 | Florian Nüßle |
| Joe O'Connor  | 3 – 1 | Zak Surety    |
| Joe O'Connor  | 1 – 3 | Florian Nüßle |
| David Gilbert | 3 – 0 | Zak Surety    |
| Zak Surety    | 0 – 3 | Florian Nüßle |
| David Gilbert | 2 – 2 | Joe O'Connor  |

| Pos. | Jogador             | P | V | E | D | FV | FP | SF | MB  | Pts |
| ---- | ------------------- | - | - | - | - | -- | -- | -- | --- | --- |
| 1    | David Gilbert (ENG) | 3 | 2 | 1 | 0 | 8  | 2  | +6 | 100 | 7   |
| 2    | Florian Nüßle (AUT) | 3 | 2 | 0 | 1 | 6  | 4  | +2 | 61  | 6   |
| 3    | Joe O'Connor (ENG)  | 3 | 1 | 1 | 1 | 6  | 6  | 0  | 111 | 4   |
| 4    | Zak Surety (ENG)    | 3 | 0 | 0 | 3 | 1  | 9  | –8 | 55  | 0   |

| David Gilbert | 3 – 0 | Florian Nüßle |
| Joe O'Connor  | 3 – 1 | Zak Surety    |
| Joe O'Connor  | 1 – 3 | Florian Nüßle |
| David Gilbert | 3 – 0 | Zak Surety    |
| Zak Surety    | 0 – 3 | Florian Nüßle |
| David Gilbert | 2 – 2 | Joe O'Connor  |

| Pos. | Jogador               | P | V | E | D | FV | FP | SF | MB  | Pts |
| ---- | --------------------- | - | - | - | - | -- | -- | -- | --- | --- |
| 1    | Ali Carter (ENG)      | 3 | 2 | 1 | 0 | 8  | 2  | +6 | 70  | 7   |
| 2    | Wu Yize (CHN)         | 3 | 1 | 2 | 0 | 7  | 5  | +2 | 120 | 5   |
| 3    | Robbie McGuigan (NIR) | 3 | 0 | 2 | 1 | 4  | 7  | –3 | 88  | 2   |
| 4    | Louis Heathcote (ENG) | 3 | 0 | 1 | 2 | 3  | 8  | –5 | 113 | 1   |

| Ali Carter      | 3 – 0 | Robbie McGuigan |
| Wu Yize         | 3 – 1 | Louis Heathcote |
| Wu Yize         | 2 – 2 | Robbie McGuigan |
| Ali Carter      | 3 – 0 | Louis Heathcote |
| Louis Heathcote | 2 – 2 | Robbie McGuigan |
| Ali Carter      | 2 – 2 | Wu Yize         |

| Pos. | Jogador               | P | V | E | D | FV | FP | SF | MB  | Pts |
| ---- | --------------------- | - | - | - | - | -- | -- | -- | --- | --- |
| 1    | Ali Carter (ENG)      | 3 | 2 | 1 | 0 | 8  | 2  | +6 | 70  | 7   |
| 2    | Wu Yize (CHN)         | 3 | 1 | 2 | 0 | 7  | 5  | +2 | 120 | 5   |
| 3    | Robbie McGuigan (NIR) | 3 | 0 | 2 | 1 | 4  | 7  | –3 | 88  | 2   |
| 4    | Louis Heathcote (ENG) | 3 | 0 | 1 | 2 | 3  | 8  | –5 | 113 | 1   |

| Ali Carter      | 3 – 0 | Robbie McGuigan |
| Wu Yize         | 3 – 1 | Louis Heathcote |
| Wu Yize         | 2 – 2 | Robbie McGuigan |
| Ali Carter      | 3 – 0 | Louis Heathcote |
| Louis Heathcote | 2 – 2 | Robbie McGuigan |
| Ali Carter      | 2 – 2 | Wu Yize         |

| Pos. | Jogador            | P | V | E | D | FV | FP | SF | MB  | Pts |
| ---- | ------------------ | - | - | - | - | -- | -- | -- | --- | --- |
| 1    | Daniel Wells (WAL) | 3 | 2 | 1 | 0 | 8  | 3  | +5 | 80  | 7   |
| 2    | Dominic Dale (WAL) | 3 | 1 | 1 | 1 | 6  | 6  | 0  | 88  | 4   |
| 3    | Matthew Selt (ENG) | 3 | 0 | 3 | 0 | 6  | 6  | 0  | 141 | 3   |
| 4    | Duane Jones (WAL)  | 3 | 0 | 1 | 2 | 3  | 8  | –5 | 80  | 1   |

| Matthew Selt | 2 – 2 | Daniel Wells |
| Dominic Dale | 3 – 1 | Duane Jones  |
| Dominic Dale | 1 – 3 | Daniel Wells |
| Matthew Selt | 2 – 2 | Duane Jones  |
| Duane Jones  | 0 – 3 | Daniel Wells |
| Matthew Selt | 2 – 2 | Dominic Dale |

| Pos. | Jogador            | P | V | E | D | FV | FP | SF | MB  | Pts |
| ---- | ------------------ | - | - | - | - | -- | -- | -- | --- | --- |
| 1    | Daniel Wells (WAL) | 3 | 2 | 1 | 0 | 8  | 3  | +5 | 80  | 7   |
| 2    | Dominic Dale (WAL) | 3 | 1 | 1 | 1 | 6  | 6  | 0  | 88  | 4   |
| 3    | Matthew Selt (ENG) | 3 | 0 | 3 | 0 | 6  | 6  | 0  | 141 | 3   |
| 4    | Duane Jones (WAL)  | 3 | 0 | 1 | 2 | 3  | 8  | –5 | 80  | 1   |

| Matthew Selt | 2 – 2 | Daniel Wells |
| Dominic Dale | 3 – 1 | Duane Jones  |
| Dominic Dale | 1 – 3 | Daniel Wells |
| Matthew Selt | 2 – 2 | Duane Jones  |
| Duane Jones  | 0 – 3 | Daniel Wells |
| Matthew Selt | 2 – 2 | Dominic Dale |

| Pos. | Jogador            | P   | V | E | D | FV | FP | SF | MB  | Pts |
| ---- | ------------------ | --- | - | - | - | -- | -- | -- | --- | --- |
| 1    | Jordan Brown (NIR) | 4   | 3 | 1 | 0 | 11 | 4  | +7 | 115 | 10  |
| 2    | Mark Davis (ENG)   | 4   | 1 | 1 | 2 | 7  | 9  | –2 | 104 | 4   |
| 3    | Ross Muir (SCO)    | 4   | 0 | 2 | 2 | 5  | 10 | –5 | 94  | 2   |
| 4    | Jimmy White (ENG)  | W/D |   |   |   |    |    |    |     |     |

| Jordan Brown | 2 – 2 | Ross Muir  |
| Mark Davis   | 2 – 2 | Ross Muir  |
| Jordan Brown | 3 – 1 | Mark Davis |
| Jordan Brown | 3 – 0 | Ross Muir  |
| Mark Davis   | 3 – 1 | Ross Muir  |
| Jordan Brown | 3 – 1 | Mark Davis |

| Pos. | Jogador            | P   | V | E | D | FV | FP | SF | MB  | Pts |
| ---- | ------------------ | --- | - | - | - | -- | -- | -- | --- | --- |
| 1    | Jordan Brown (NIR) | 4   | 3 | 1 | 0 | 11 | 4  | +7 | 115 | 10  |
| 2    | Mark Davis (ENG)   | 4   | 1 | 1 | 2 | 7  | 9  | –2 | 104 | 4   |
| 3    | Ross Muir (SCO)    | 4   | 0 | 2 | 2 | 5  | 10 | –5 | 94  | 2   |
| 4    | Jimmy White (ENG)  | W/D |   |   |   |    |    |    |     |     |

| Jordan Brown | 2 – 2 | Ross Muir  |
| Mark Davis   | 2 – 2 | Ross Muir  |
| Jordan Brown | 3 – 1 | Mark Davis |
| Jordan Brown | 3 – 0 | Ross Muir  |
| Mark Davis   | 3 – 1 | Ross Muir  |
| Jordan Brown | 3 – 1 | Mark Davis |

| Pos. | Jogador              | P | V | E | D | FV | FP | SF | MB  | Pts |
| ---- | -------------------- | - | - | - | - | -- | -- | -- | --- | --- |
| 1    | Chang Bingyu (CHN)   | 3 | 2 | 0 | 1 | 6  | 3  | +3 | 108 | 6   |
| 2    | Zhou Yuelong (CHN)   | 3 | 1 | 2 | 0 | 7  | 4  | +3 | 135 | 5   |
| 3    | Mark King (ENG)      | 3 | 1 | 1 | 1 | 5  | 6  | –1 | 58  | 4   |
| 4    | Fergal O'Brien (IRL) | 3 | 0 | 1 | 2 | 3  | 8  | –5 | 59  | 1   |

| Zhou Yuelong | 2 – 2 | Fergal O'Brien |
| Mark King    | 0 – 3 | Chang Bingyu   |
| Mark King    | 3 – 1 | Fergal O'Brien |
| Zhou Yuelong | 3 – 0 | Chang Bingyu   |
| Chang Bingyu | 3 – 0 | Fergal O'Brien |
| Zhou Yuelong | 2 – 2 | Mark King      |

| Pos. | Jogador              | P | V | E | D | FV | FP | SF | MB  | Pts |
| ---- | -------------------- | - | - | - | - | -- | -- | -- | --- | --- |
| 1    | Chang Bingyu (CHN)   | 3 | 2 | 0 | 1 | 6  | 3  | +3 | 108 | 6   |
| 2    | Zhou Yuelong (CHN)   | 3 | 1 | 2 | 0 | 7  | 4  | +3 | 135 | 5   |
| 3    | Mark King (ENG)      | 3 | 1 | 1 | 1 | 5  | 6  | –1 | 58  | 4   |
| 4    | Fergal O'Brien (IRL) | 3 | 0 | 1 | 2 | 3  | 8  | –5 | 59  | 1   |

| Zhou Yuelong | 2 – 2 | Fergal O'Brien |
| Mark King    | 0 – 3 | Chang Bingyu   |
| Mark King    | 3 – 1 | Fergal O'Brien |
| Zhou Yuelong | 3 – 0 | Chang Bingyu   |
| Chang Bingyu | 3 – 0 | Fergal O'Brien |
| Zhou Yuelong | 2 – 2 | Mark King      |

| Pos. | Jogador               | P | V | E | D | FV | FP | SF | MB | Pts |
| ---- | --------------------- | - | - | - | - | -- | -- | -- | -- | --- |
| 1    | Stephen Maguire (SCO) | 3 | 1 | 2 | 0 | 7  | 4  | +3 | 87 | 5   |
| 2    | Si Jiahui (CHN)       | 3 | 1 | 2 | 0 | 7  | 5  | +2 | 93 | 5   |
| 3    | Mitchell Mann (ENG)   | 3 | 0 | 3 | 0 | 6  | 6  | 0  | 80 | 3   |
| 4    | Matthew Stevens (WAL) | 3 | 0 | 1 | 2 | 3  | 8  | –5 | 81 | 1   |

| Stephen Maguire | 2 – 2 | Si Jiahui       |
| Matthew Stevens | 2 – 2 | Mitchell Mann   |
| Matthew Stevens | 1 – 3 | Si Jiahui       |
| Stephen Maguire | 2 – 2 | Mitchell Mann   |
| Mitchell Mann   | 2 – 2 | Si Jiahui       |
| Stephen Maguire | 3 – 0 | Matthew Stevens |

| Pos. | Jogador               | P | V | E | D | FV | FP | SF | MB | Pts |
| ---- | --------------------- | - | - | - | - | -- | -- | -- | -- | --- |
| 1    | Stephen Maguire (SCO) | 3 | 1 | 2 | 0 | 7  | 4  | +3 | 87 | 5   |
| 2    | Si Jiahui (CHN)       | 3 | 1 | 2 | 0 | 7  | 5  | +2 | 93 | 5   |
| 3    | Mitchell Mann (ENG)   | 3 | 0 | 3 | 0 | 6  | 6  | 0  | 80 | 3   |
| 4    | Matthew Stevens (WAL) | 3 | 0 | 1 | 2 | 3  | 8  | –5 | 81 | 1   |

| Stephen Maguire | 2 – 2 | Si Jiahui       |
| Matthew Stevens | 2 – 2 | Mitchell Mann   |
| Matthew Stevens | 1 – 3 | Si Jiahui       |
| Stephen Maguire | 2 – 2 | Mitchell Mann   |
| Mitchell Mann   | 2 – 2 | Si Jiahui       |
| Stephen Maguire | 3 – 0 | Matthew Stevens |

| Pos. | Jogador                  | P | V | E | D | FV | FP | SF | MB  | Pts |
| ---- | ------------------------ | - | - | - | - | -- | -- | -- | --- | --- |
| 1    | Jimmy Robertson (ENG)    | 3 | 1 | 2 | 0 | 7  | 4  | +3 | 133 | 5   |
| 2    | Thepchaiya Un-Nooh (THA) | 3 | 1 | 2 | 0 | 7  | 5  | +2 | 118 | 5   |
| 3    | Ian Martin (ENG)         | 3 | 1 | 0 | 2 | 4  | 6  | –2 |     | 3   |
| 4    | Marco Fu (HKG)           | 3 | 0 | 2 | 1 | 4  | 7  | –3 | 95  | 2   |

| Jimmy Robertson    | 3 – 0 | Ian Martin         |
| Thepchaiya Un-Nooh | 2 – 2 | Marco Fu           |
| Thepchaiya Un-Nooh | 3 – 1 | Ian Martin         |
| Jimmy Robertson    | 2 – 2 | Marco Fu           |
| Marco Fu           | 0 – 3 | Ian Martin         |
| Jimmy Robertson    | 2 – 2 | Thepchaiya Un-Nooh |

| Pos. | Jogador                  | P | V | E | D | FV | FP | SF | MB  | Pts |
| ---- | ------------------------ | - | - | - | - | -- | -- | -- | --- | --- |
| 1    | Jimmy Robertson (ENG)    | 3 | 1 | 2 | 0 | 7  | 4  | +3 | 133 | 5   |
| 2    | Thepchaiya Un-Nooh (THA) | 3 | 1 | 2 | 0 | 7  | 5  | +2 | 118 | 5   |
| 3    | Ian Martin (ENG)         | 3 | 1 | 0 | 2 | 4  | 6  | –2 |     | 3   |
| 4    | Marco Fu (HKG)           | 3 | 0 | 2 | 1 | 4  | 7  | –3 | 95  | 2   |

| Jimmy Robertson    | 3 – 0 | Ian Martin         |
| Thepchaiya Un-Nooh | 2 – 2 | Marco Fu           |
| Thepchaiya Un-Nooh | 3 – 1 | Ian Martin         |
| Jimmy Robertson    | 2 – 2 | Marco Fu           |
| Marco Fu           | 0 – 3 | Ian Martin         |
| Jimmy Robertson    | 2 – 2 | Thepchaiya Un-Nooh |

| Pos. | Jogador                | P | V | E | D | FV | FP | SF | MB  | Pts |
| ---- | ---------------------- | - | - | - | - | -- | -- | -- | --- | --- |
| 1    | Elliot Slessor (ENG)   | 3 | 2 | 1 | 0 | 8  | 4  | +4 | 79  | 7   |
| 2    | Andrew Higginson (ENG) | 3 | 1 | 2 | 0 | 7  | 4  | +3 | 95  | 5   |
| 3    | Joe Perry (ENG)        | 3 | 1 | 1 | 1 | 6  | 5  | +1 | 117 | 4   |
| 4    | Lukas Kleckers (GER)   | 3 | 0 | 0 | 3 | 1  | 9  | –8 |     | 0   |

| Joe Perry      | 2 – 2 | Andrew Higginson |
| Elliot Slessor | 3 – 1 | Lukas Kleckers   |
| Elliot Slessor | 2 – 2 | Andrew Higginson |
| Joe Perry      | 3 – 0 | Lukas Kleckers   |
| Lukas Kleckers | 0 – 3 | Andrew Higginson |
| Joe Perry      | 1 – 3 | Elliot Slessor   |

| Pos. | Jogador                | P | V | E | D | FV | FP | SF | MB  | Pts |
| ---- | ---------------------- | - | - | - | - | -- | -- | -- | --- | --- |
| 1    | Elliot Slessor (ENG)   | 3 | 2 | 1 | 0 | 8  | 4  | +4 | 79  | 7   |
| 2    | Andrew Higginson (ENG) | 3 | 1 | 2 | 0 | 7  | 4  | +3 | 95  | 5   |
| 3    | Joe Perry (ENG)        | 3 | 1 | 1 | 1 | 6  | 5  | +1 | 117 | 4   |
| 4    | Lukas Kleckers (GER)   | 3 | 0 | 0 | 3 | 1  | 9  | –8 |     | 0   |

| Joe Perry      | 2 – 2 | Andrew Higginson |
| Elliot Slessor | 3 – 1 | Lukas Kleckers   |
| Elliot Slessor | 2 – 2 | Andrew Higginson |
| Joe Perry      | 3 – 0 | Lukas Kleckers   |
| Lukas Kleckers | 0 – 3 | Andrew Higginson |
| Joe Perry      | 1 – 3 | Elliot Slessor   |

| Pos. | Jogador              | P | V | E | D | FV | FP | SF | MB  | Pts |
| ---- | -------------------- | - | - | - | - | -- | -- | -- | --- | --- |
| 1    | Robert Milkins (ENG) | 3 | 2 | 1 | 0 | 8  | 3  | +5 | 78  | 7   |
| 2    | Andy Hicks (ENG)     | 3 | 2 | 1 | 0 | 8  | 4  | +4 | 93  | 7   |
| 3    | Sanderson Lam (ENG)  | 3 | 1 | 0 | 2 | 4  | 7  | –3 | 100 | 3   |
| 4    | Allan Taylor (ENG)   | 3 | 0 | 0 | 3 | 3  | 9  | –6 | 54  | 0   |

| Robert Milkins | 3 – 0 | Sanderson Lam |
| Andy Hicks     | 3 – 1 | Allan Taylor  |
| Andy Hicks     | 3 – 1 | Sanderson Lam |
| Robert Milkins | 3 – 1 | Allan Taylor  |
| Allan Taylor   | 1 – 3 | Sanderson Lam |
| Robert Milkins | 2 – 2 | Andy Hicks    |

| Pos. | Jogador              | P | V | E | D | FV | FP | SF | MB  | Pts |
| ---- | -------------------- | - | - | - | - | -- | -- | -- | --- | --- |
| 1    | Robert Milkins (ENG) | 3 | 2 | 1 | 0 | 8  | 3  | +5 | 78  | 7   |
| 2    | Andy Hicks (ENG)     | 3 | 2 | 1 | 0 | 8  | 4  | +4 | 93  | 7   |
| 3    | Sanderson Lam (ENG)  | 3 | 1 | 0 | 2 | 4  | 7  | –3 | 100 | 3   |
| 4    | Allan Taylor (ENG)   | 3 | 0 | 0 | 3 | 3  | 9  | –6 | 54  | 0   |

| Robert Milkins | 3 – 0 | Sanderson Lam |
| Andy Hicks     | 3 – 1 | Allan Taylor  |
| Andy Hicks     | 3 – 1 | Sanderson Lam |
| Robert Milkins | 3 – 1 | Allan Taylor  |
| Allan Taylor   | 1 – 3 | Sanderson Lam |
| Robert Milkins | 2 – 2 | Andy Hicks    |

| Pos. | Jogador            | P | V | E | D | FV | FP | SF | MB  | Pts |
| ---- | ------------------ | - | - | - | - | -- | -- | -- | --- | --- |
| 1    | Pang Junxu (CHN)   | 3 | 2 | 1 | 0 | 8  | 4  | +4 | 137 | 7   |
| 2    | Ryan Day (WAL)     | 3 | 1 | 2 | 0 | 7  | 4  | +3 | 125 | 5   |
| 3    | Dylan Emery (WAL)  | 3 | 0 | 2 | 1 | 5  | 7  | –2 | 103 | 2   |
| 4    | Reanne Evans (ENG) | 3 | 0 | 1 | 2 | 3  | 8  | –5 | 55  | 1   |

| Ryan Day     | 2 – 2 | Dylan Emery  |
| Pang Junxu   | 3 – 1 | Reanne Evans |
| Pang Junxu   | 3 – 1 | Dylan Emery  |
| Ryan Day     | 3 – 0 | Reanne Evans |
| Reanne Evans | 2 – 2 | Dylan Emery  |
| Ryan Day     | 2 – 2 | Pang Junxu   |

| Pos. | Jogador            | P | V | E | D | FV | FP | SF | MB  | Pts |
| ---- | ------------------ | - | - | - | - | -- | -- | -- | --- | --- |
| 1    | Pang Junxu (CHN)   | 3 | 2 | 1 | 0 | 8  | 4  | +4 | 137 | 7   |
| 2    | Ryan Day (WAL)     | 3 | 1 | 2 | 0 | 7  | 4  | +3 | 125 | 5   |
| 3    | Dylan Emery (WAL)  | 3 | 0 | 2 | 1 | 5  | 7  | –2 | 103 | 2   |
| 4    | Reanne Evans (ENG) | 3 | 0 | 1 | 2 | 3  | 8  | –5 | 55  | 1   |

| Ryan Day     | 2 – 2 | Dylan Emery  |
| Pang Junxu   | 3 – 1 | Reanne Evans |
| Pang Junxu   | 3 – 1 | Dylan Emery  |
| Ryan Day     | 3 – 0 | Reanne Evans |
| Reanne Evans | 2 – 2 | Dylan Emery  |
| Ryan Day     | 2 – 2 | Pang Junxu   |

| Pos. | Jogador             | P | V | E | D | FV | FP | SF | MB  | Pts |
| ---- | ------------------- | - | - | - | - | -- | -- | -- | --- | --- |
| 1    | Chris Wakelin (ENG) | 3 | 2 | 0 | 1 | 6  | 4  | +2 | 77  | 6   |
| 2    | Tom Ford (ENG)      | 3 | 1 | 1 | 1 | 6  | 5  | +1 | 76  | 4   |
| 3    | Ian Burns (ENG)     | 3 | 1 | 1 | 1 | 6  | 6  | 0  | 131 | 4   |
| 4    | Anton Kazakov (UKR) | 3 | 1 | 0 | 2 | 4  | 7  | –3 | 57  | 3   |

| Tom Ford      | 1 – 3 | Anton Kazakov |
| Chris Wakelin | 3 – 1 | Ian Burns     |
| Chris Wakelin | 3 – 0 | Anton Kazakov |
| Tom Ford      | 2 – 2 | Ian Burns     |
| Ian Burns     | 3 – 1 | Anton Kazakov |
| Tom Ford      | 3 – 0 | Chris Wakelin |

| Pos. | Jogador             | P | V | E | D | FV | FP | SF | MB  | Pts |
| ---- | ------------------- | - | - | - | - | -- | -- | -- | --- | --- |
| 1    | Chris Wakelin (ENG) | 3 | 2 | 0 | 1 | 6  | 4  | +2 | 77  | 6   |
| 2    | Tom Ford (ENG)      | 3 | 1 | 1 | 1 | 6  | 5  | +1 | 76  | 4   |
| 3    | Ian Burns (ENG)     | 3 | 1 | 1 | 1 | 6  | 6  | 0  | 131 | 4   |
| 4    | Anton Kazakov (UKR) | 3 | 1 | 0 | 2 | 4  | 7  | –3 | 57  | 3   |

| Tom Ford      | 1 – 3 | Anton Kazakov |
| Chris Wakelin | 3 – 1 | Ian Burns     |
| Chris Wakelin | 3 – 0 | Anton Kazakov |
| Tom Ford      | 2 – 2 | Ian Burns     |
| Ian Burns     | 3 – 1 | Anton Kazakov |
| Tom Ford      | 3 – 0 | Chris Wakelin |

| Pos. | Jogador             | P | V | E | D | FV | FP | SF | MB  | Pts |
| ---- | ------------------- | - | - | - | - | -- | -- | -- | --- | --- |
| 1    | Jamie Jones (WAL)   | 3 | 2 | 1 | 0 | 8  | 3  | +5 | 134 | 7   |
| 2    | David Lilley (ENG)  | 3 | 1 | 1 | 1 | 5  | 5  | 0  | 138 | 4   |
| 3    | Sam Craigie (ENG)   | 3 | 0 | 3 | 0 | 6  | 6  | 0  | 71  | 3   |
| 4    | Andres Petrov (EST) | 3 | 0 | 1 | 2 | 3  | 8  | –5 |     | 1   |

| Jamie Jones  | 3 – 1 | Andres Petrov |
| Sam Craigie  | 2 – 2 | David Lilley  |
| Sam Craigie  | 2 – 2 | Andres Petrov |
| Jamie Jones  | 3 – 0 | David Lilley  |
| David Lilley | 3 – 0 | Andres Petrov |
| Jamie Jones  | 2 – 2 | Sam Craigie   |

| Pos. | Jogador             | P | V | E | D | FV | FP | SF | MB  | Pts |
| ---- | ------------------- | - | - | - | - | -- | -- | -- | --- | --- |
| 1    | Jamie Jones (WAL)   | 3 | 2 | 1 | 0 | 8  | 3  | +5 | 134 | 7   |
| 2    | David Lilley (ENG)  | 3 | 1 | 1 | 1 | 5  | 5  | 0  | 138 | 4   |
| 3    | Sam Craigie (ENG)   | 3 | 0 | 3 | 0 | 6  | 6  | 0  | 71  | 3   |
| 4    | Andres Petrov (EST) | 3 | 0 | 1 | 2 | 3  | 8  | –5 |     | 1   |

| Jamie Jones  | 3 – 1 | Andres Petrov |
| Sam Craigie  | 2 – 2 | David Lilley  |
| Sam Craigie  | 2 – 2 | Andres Petrov |
| Jamie Jones  | 3 – 0 | David Lilley  |
| David Lilley | 3 – 0 | Andres Petrov |
| Jamie Jones  | 2 – 2 | Sam Craigie   |

| Pos. | Jogador               | P | V | E | D | FV | FP | SF | MB  | Pts |
| ---- | --------------------- | - | - | - | - | -- | -- | -- | --- | --- |
| 1    | Gary Wilson (ENG)     | 3 | 2 | 1 | 0 | 8  | 2  | +6 | 115 | 7   |
| 2    | Jak Jones (WAL)       | 3 | 1 | 1 | 1 | 5  | 5  | 0  | 133 | 4   |
| 3    | Barry Pinches (ENG)   | 3 | 0 | 3 | 0 | 6  | 6  | 0  | 61  | 3   |
| 4    | Harvey Chandler (ENG) | 3 | 0 | 1 | 2 | 2  | 8  | –6 |     | 1   |

| Gary Wilson   | 3 – 0 | Harvey Chandler |
| Jak Jones     | 2 – 2 | Barry Pinches   |
| Jak Jones     | 3 – 0 | Harvey Chandler |
| Gary Wilson   | 2 – 2 | Barry Pinches   |
| Barry Pinches | 2 – 2 | Harvey Chandler |
| Gary Wilson   | 3 – 0 | Jak Jones       |

| Pos. | Jogador               | P | V | E | D | FV | FP | SF | MB  | Pts |
| ---- | --------------------- | - | - | - | - | -- | -- | -- | --- | --- |
| 1    | Gary Wilson (ENG)     | 3 | 2 | 1 | 0 | 8  | 2  | +6 | 115 | 7   |
| 2    | Jak Jones (WAL)       | 3 | 1 | 1 | 1 | 5  | 5  | 0  | 133 | 4   |
| 3    | Barry Pinches (ENG)   | 3 | 0 | 3 | 0 | 6  | 6  | 0  | 61  | 3   |
| 4    | Harvey Chandler (ENG) | 3 | 0 | 1 | 2 | 2  | 8  | –6 |     | 1   |

| Gary Wilson   | 3 – 0 | Harvey Chandler |
| Jak Jones     | 2 – 2 | Barry Pinches   |
| Jak Jones     | 3 – 0 | Harvey Chandler |
| Gary Wilson   | 2 – 2 | Barry Pinches   |
| Barry Pinches | 2 – 2 | Harvey Chandler |
| Gary Wilson   | 3 – 0 | Jak Jones       |

| Pos. | Jogador            | P | V | E | D | FV | FP | SF | MB  | Pts |
| ---- | ------------------ | - | - | - | - | -- | -- | -- | --- | --- |
| 1    | Lu Ning (CHN)      | 3 | 3 | 0 | 0 | 9  | 2  | +7 | 135 | 9   |
| 2    | John Astley (ENG)  | 3 | 1 | 1 | 1 | 6  | 5  | +1 | 60  | 4   |
| 3    | Chen Zifan (CHN)   | 3 | 1 | 1 | 1 | 5  | 5  | 0  | 75  | 4   |
| 4    | Oliver Lines (ENG) | 3 | 0 | 0 | 3 | 1  | 9  | –8 | 56  | 0   |

| Lu Ning      | 3 – 1 | John Astley  |
| Oliver Lines | 0 – 3 | Chen Zifan   |
| Oliver Lines | 0 – 3 | John Astley  |
| Lu Ning      | 3 – 0 | Chen Zifan   |
| Chen Zifan   | 2 – 2 | John Astley  |
| Lu Ning      | 3 – 1 | Oliver Lines |

| Pos. | Jogador            | P | V | E | D | FV | FP | SF | MB  | Pts |
| ---- | ------------------ | - | - | - | - | -- | -- | -- | --- | --- |
| 1    | Lu Ning (CHN)      | 3 | 3 | 0 | 0 | 9  | 2  | +7 | 135 | 9   |
| 2    | John Astley (ENG)  | 3 | 1 | 1 | 1 | 6  | 5  | +1 | 60  | 4   |
| 3    | Chen Zifan (CHN)   | 3 | 1 | 1 | 1 | 5  | 5  | 0  | 75  | 4   |
| 4    | Oliver Lines (ENG) | 3 | 0 | 0 | 3 | 1  | 9  | –8 | 56  | 0   |

| Lu Ning      | 3 – 1 | John Astley  |
| Oliver Lines | 0 – 3 | Chen Zifan   |
| Oliver Lines | 0 – 3 | John Astley  |
| Lu Ning      | 3 – 0 | Chen Zifan   |
| Chen Zifan   | 2 – 2 | John Astley  |
| Lu Ning      | 3 – 1 | Oliver Lines |

| Pos. | Jogador              | P | V | E | D | FV | FP | SF | MB  | Pts |
| ---- | -------------------- | - | - | - | - | -- | -- | -- | --- | --- |
| 1    | Lyu Haotian (CHN)    | 3 | 2 | 1 | 0 | 8  | 3  | +5 | 135 | 7   |
| 2    | Fraser Patrick (SCO) | 3 | 1 | 1 | 1 | 5  | 6  | –1 | 101 | 4   |
| 3    | Haydon Pinhey (ENG)  | 3 | 1 | 0 | 2 | 5  | 6  | –1 | 100 | 3   |
| 4    | Graeme Dott (SCO)    | 3 | 1 | 0 | 2 | 4  | 7  | –3 | 72  | 3   |

| Graeme Dott    | 3 – 1 | Haydon Pinhey  |
| Lyu Haotian    | 2 – 2 | Fraser Patrick |
| Lyu Haotian    | 3 – 1 | Haydon Pinhey  |
| Graeme Dott    | 1 – 3 | Fraser Patrick |
| Fraser Patrick | 0 – 3 | Haydon Pinhey  |
| Graeme Dott    | 0 – 3 | Lyu Haotian    |

| Pos. | Jogador              | P | V | E | D | FV | FP | SF | MB  | Pts |
| ---- | -------------------- | - | - | - | - | -- | -- | -- | --- | --- |
| 1    | Lyu Haotian (CHN)    | 3 | 2 | 1 | 0 | 8  | 3  | +5 | 135 | 7   |
| 2    | Fraser Patrick (SCO) | 3 | 1 | 1 | 1 | 5  | 6  | –1 | 101 | 4   |
| 3    | Haydon Pinhey (ENG)  | 3 | 1 | 0 | 2 | 5  | 6  | –1 | 100 | 3   |
| 4    | Graeme Dott (SCO)    | 3 | 1 | 0 | 2 | 4  | 7  | –3 | 72  | 3   |

| Graeme Dott    | 3 – 1 | Haydon Pinhey  |
| Lyu Haotian    | 2 – 2 | Fraser Patrick |
| Lyu Haotian    | 3 – 1 | Haydon Pinhey  |
| Graeme Dott    | 1 – 3 | Fraser Patrick |
| Fraser Patrick | 0 – 3 | Haydon Pinhey  |
| Graeme Dott    | 0 – 3 | Lyu Haotian    |

| Pos. | Jogador                | P | V | E | D | FV | FP | SF | MB  | Pts |
| ---- | ---------------------- | - | - | - | - | -- | -- | -- | --- | --- |
| 1    | Anthony Hamilton (ENG) | 3 | 2 | 1 | 0 | 8  | 3  | +5 | 130 | 7   |
| 2    | Noppon Saengkham (THA) | 3 | 2 | 0 | 1 | 7  | 4  | +3 | 90  | 6   |
| 3    | Ashley Hugill (ENG)    | 3 | 0 | 2 | 1 | 5  | 7  | –2 | 65  | 2   |
| 4    | Steven Hallworth (ENG) | 3 | 0 | 1 | 2 | 2  | 8  | –6 | 96  | 1   |

| Noppon Saengkham | 3 – 0 | Steven Hallworth |
| Anthony Hamilton | 2 – 2 | Ashley Hugill    |
| Anthony Hamilton | 3 – 0 | Steven Hallworth |
| Noppon Saengkham | 3 – 1 | Ashley Hugill    |
| Ashley Hugill    | 2 – 2 | Steven Hallworth |
| Noppon Saengkham | 1 – 3 | Anthony Hamilton |

| Pos. | Jogador                | P | V | E | D | FV | FP | SF | MB  | Pts |
| ---- | ---------------------- | - | - | - | - | -- | -- | -- | --- | --- |
| 1    | Anthony Hamilton (ENG) | 3 | 2 | 1 | 0 | 8  | 3  | +5 | 130 | 7   |
| 2    | Noppon Saengkham (THA) | 3 | 2 | 0 | 1 | 7  | 4  | +3 | 90  | 6   |
| 3    | Ashley Hugill (ENG)    | 3 | 0 | 2 | 1 | 5  | 7  | –2 | 65  | 2   |
| 4    | Steven Hallworth (ENG) | 3 | 0 | 1 | 2 | 2  | 8  | –6 | 96  | 1   |

| Noppon Saengkham | 3 – 0 | Steven Hallworth |
| Anthony Hamilton | 2 – 2 | Ashley Hugill    |
| Anthony Hamilton | 3 – 0 | Steven Hallworth |
| Noppon Saengkham | 3 – 1 | Ashley Hugill    |
| Ashley Hugill    | 2 – 2 | Steven Hallworth |
| Noppon Saengkham | 1 – 3 | Anthony Hamilton |

| Pos. | Jogador                      | P | V | E | D | FV | FP | SF | MB  | Pts |
| ---- | ---------------------------- | - | - | - | - | -- | -- | -- | --- | --- |
| 1    | Xiao Guodong (CHN)           | 3 | 3 | 0 | 0 | 9  | 3  | +6 | 112 | 9   |
| 2    | Rod Lawler (ENG)             | 3 | 1 | 1 | 1 | 6  | 6  | 0  | 62  | 4   |
| 3    | Scott Donaldson (SCO)        | 3 | 0 | 2 | 1 | 5  | 7  | –2 | 97  | 2   |
| 4    | Nutcharut Wongharuthai (THA) | 3 | 0 | 1 | 2 | 4  | 8  | –4 | 54  | 1   |

| Xiao Guodong           | 3 – 1 | Rod Lawler             |
| Scott Donaldson        | 2 – 2 | Nutcharut Wongharuthai |
| Scott Donaldson        | 2 – 2 | Rod Lawler             |
| Xiao Guodong           | 3 – 1 | Nutcharut Wongharuthai |
| Nutcharut Wongharuthai | 1 – 3 | Rod Lawler             |
| Xiao Guodong           | 3 – 1 | Scott Donaldson        |

| Pos. | Jogador                      | P | V | E | D | FV | FP | SF | MB  | Pts |
| ---- | ---------------------------- | - | - | - | - | -- | -- | -- | --- | --- |
| 1    | Xiao Guodong (CHN)           | 3 | 3 | 0 | 0 | 9  | 3  | +6 | 112 | 9   |
| 2    | Rod Lawler (ENG)             | 3 | 1 | 1 | 1 | 6  | 6  | 0  | 62  | 4   |
| 3    | Scott Donaldson (SCO)        | 3 | 0 | 2 | 1 | 5  | 7  | –2 | 97  | 2   |
| 4    | Nutcharut Wongharuthai (THA) | 3 | 0 | 1 | 2 | 4  | 8  | –4 | 54  | 1   |

| Xiao Guodong           | 3 – 1 | Rod Lawler             |
| Scott Donaldson        | 2 – 2 | Nutcharut Wongharuthai |
| Scott Donaldson        | 2 – 2 | Rod Lawler             |
| Xiao Guodong           | 3 – 1 | Nutcharut Wongharuthai |
| Nutcharut Wongharuthai | 1 – 3 | Rod Lawler             |
| Xiao Guodong           | 3 – 1 | Scott Donaldson        |

| Pos. | Jogador           | P | V | E | D | FV | FP | SF | MB  | Pts |
| ---- | ----------------- | - | - | - | - | -- | -- | -- | --- | --- |
| 1    | Pang Junxu        | 3 | 2 | 1 | 0 | 8  | 4  | +4 | 104 | 7   |
| 2    | Yuan Sijun        | 3 | 1 | 2 | 0 | 7  | 4  | +3 | 74  | 5   |
| 3    | Ronnie O'Sullivan | 3 | 1 | 0 | 2 | 4  | 6  | –2 | 127 | 3   |
| 4    | Ali Carter        | 3 | 0 | 1 | 2 | 3  | 8  | –5 | 80  | 1   |

| Ronnie O'Sullivan | 0 – 3 | Yuan Sijun |
| Ali Carter        | 1 – 3 | Pang Junxu |
| Ali Carter        | 2 – 2 | Yuan Sijun |
| Ronnie O'Sullivan | 1 – 3 | Pang Junxu |
| Pang Junxu        | 2 – 2 | Yuan Sijun |
| Ronnie O'Sullivan | 3 – 0 | Ali Carter |

| Pos. | Jogador           | P | V | E | D | FV | FP | SF | MB  | Pts |
| ---- | ----------------- | - | - | - | - | -- | -- | -- | --- | --- |
| 1    | Pang Junxu        | 3 | 2 | 1 | 0 | 8  | 4  | +4 | 104 | 7   |
| 2    | Yuan Sijun        | 3 | 1 | 2 | 0 | 7  | 4  | +3 | 74  | 5   |
| 3    | Ronnie O'Sullivan | 3 | 1 | 0 | 2 | 4  | 6  | –2 | 127 | 3   |
| 4    | Ali Carter        | 3 | 0 | 1 | 2 | 3  | 8  | –5 | 80  | 1   |

| Ronnie O'Sullivan | 0 – 3 | Yuan Sijun |
| Ali Carter        | 1 – 3 | Pang Junxu |
| Ali Carter        | 2 – 2 | Yuan Sijun |
| Ronnie O'Sullivan | 1 – 3 | Pang Junxu |
| Pang Junxu        | 2 – 2 | Yuan Sijun |
| Ronnie O'Sullivan | 3 – 0 | Ali Carter |

| Pos. | Jogador       | P | V | E | D | FV | FP | SF | MB  | Pts |
| ---- | ------------- | - | - | - | - | -- | -- | -- | --- | --- |
| 1    | Luca Brecel   | 3 | 2 | 1 | 0 | 8  | 2  | +6 | 114 | 7   |
| 2    | Daniel Wells  | 3 | 1 | 2 | 0 | 7  | 4  | +3 | 79  | 5   |
| 3    | Chris Wakelin | 3 | 1 | 1 | 1 | 5  | 5  | 0  | 139 | 4   |
| 4    | Jamie Clarke  | 3 | 0 | 0 | 3 | 0  | 9  | –9 | 52  | 0   |

| Luca Brecel   | 2 – 2 | Daniel Wells  |
| Chris Wakelin | 3 – 0 | Jamie Clarke  |
| Chris Wakelin | 2 – 2 | Daniel Wells  |
| Luca Brecel   | 3 – 0 | Jamie Clarke  |
| Jamie Clarke  | 0 – 3 | Daniel Wells  |
| Luca Brecel   | 3 – 0 | Chris Wakelin |

| Pos. | Jogador       | P | V | E | D | FV | FP | SF | MB  | Pts |
| ---- | ------------- | - | - | - | - | -- | -- | -- | --- | --- |
| 1    | Luca Brecel   | 3 | 2 | 1 | 0 | 8  | 2  | +6 | 114 | 7   |
| 2    | Daniel Wells  | 3 | 1 | 2 | 0 | 7  | 4  | +3 | 79  | 5   |
| 3    | Chris Wakelin | 3 | 1 | 1 | 1 | 5  | 5  | 0  | 139 | 4   |
| 4    | Jamie Clarke  | 3 | 0 | 0 | 3 | 0  | 9  | –9 | 52  | 0   |

| Luca Brecel   | 2 – 2 | Daniel Wells  |
| Chris Wakelin | 3 – 0 | Jamie Clarke  |
| Chris Wakelin | 2 – 2 | Daniel Wells  |
| Luca Brecel   | 3 – 0 | Jamie Clarke  |
| Jamie Clarke  | 0 – 3 | Daniel Wells  |
| Luca Brecel   | 3 – 0 | Chris Wakelin |

| Pos. | Jogador        | P | V | E | D | FV | FP | SF | MB  | Pts |
| ---- | -------------- | - | - | - | - | -- | -- | -- | --- | --- |
| 1    | Stuart Bingham | 3 | 2 | 1 | 0 | 8  | 3  | +5 | 120 | 7   |
| 2    | Jamie Jones    | 3 | 1 | 1 | 1 | 6  | 5  | +1 | 130 | 4   |
| 3    | Ben Woollaston | 3 | 1 | 0 | 2 | 3  | 7  | –4 | 100 | 3   |
| 4    | Jordan Brown   | 3 | 0 | 2 | 1 | 5  | 7  | –2 | 117 | 2   |

| Stuart Bingham | 3 – 0 | Ben Woollaston |
| Jordan Brown   | 2 – 2 | Jamie Jones    |
| Jordan Brown   | 1 – 3 | Ben Woollaston |
| Stuart Bingham | 3 – 1 | Jamie Jones    |
| Jamie Jones    | 3 – 0 | Ben Woollaston |
| Stuart Bingham | 2 – 2 | Jordan Brown   |

| Pos. | Jogador        | P | V | E | D | FV | FP | SF | MB  | Pts |
| ---- | -------------- | - | - | - | - | -- | -- | -- | --- | --- |
| 1    | Stuart Bingham | 3 | 2 | 1 | 0 | 8  | 3  | +5 | 120 | 7   |
| 2    | Jamie Jones    | 3 | 1 | 1 | 1 | 6  | 5  | +1 | 130 | 4   |
| 3    | Ben Woollaston | 3 | 1 | 0 | 2 | 3  | 7  | –4 | 100 | 3   |
| 4    | Jordan Brown   | 3 | 0 | 2 | 1 | 5  | 7  | –2 | 117 | 2   |

| Stuart Bingham | 3 – 0 | Ben Woollaston |
| Jordan Brown   | 2 – 2 | Jamie Jones    |
| Jordan Brown   | 1 – 3 | Ben Woollaston |
| Stuart Bingham | 3 – 1 | Jamie Jones    |
| Jamie Jones    | 3 – 0 | Ben Woollaston |
| Stuart Bingham | 2 – 2 | Jordan Brown   |

| Pos. | Jogador      | P | V | E | D | FV | FP | SF | MB  | Pts |
| ---- | ------------ | - | - | - | - | -- | -- | -- | --- | --- |
| 1    | Zhao Xintong | 3 | 2 | 1 | 0 | 8  | 2  | +6 | 145 | 7   |
| 2    | Gary Wilson  | 3 | 2 | 0 | 1 | 6  | 4  | +2 | 115 | 6   |
| 3    | Mark Allen   | 3 | 1 | 1 | 1 | 5  | 6  | –1 | 104 | 4   |
| 4    | Chang Bingyu | 3 | 0 | 0 | 3 | 2  | 9  | –7 | 136 | 0   |

| Zhao Xintong | 3 – 0 | Chang Bingyu |
| Mark Allen   | 0 – 3 | Gary Wilson  |
| Mark Allen   | 3 – 1 | Chang Bingyu |
| Zhao Xintong | 3 – 0 | Gary Wilson  |
| Gary Wilson  | 3 – 1 | Chang Bingyu |
| Zhao Xintong | 2 – 2 | Mark Allen   |

| Pos. | Jogador      | P | V | E | D | FV | FP | SF | MB  | Pts |
| ---- | ------------ | - | - | - | - | -- | -- | -- | --- | --- |
| 1    | Zhao Xintong | 3 | 2 | 1 | 0 | 8  | 2  | +6 | 145 | 7   |
| 2    | Gary Wilson  | 3 | 2 | 0 | 1 | 6  | 4  | +2 | 115 | 6   |
| 3    | Mark Allen   | 3 | 1 | 1 | 1 | 5  | 6  | –1 | 104 | 4   |
| 4    | Chang Bingyu | 3 | 0 | 0 | 3 | 2  | 9  | –7 | 136 | 0   |

| Zhao Xintong | 3 – 0 | Chang Bingyu |
| Mark Allen   | 0 – 3 | Gary Wilson  |
| Mark Allen   | 3 – 1 | Chang Bingyu |
| Zhao Xintong | 3 – 0 | Gary Wilson  |
| Gary Wilson  | 3 – 1 | Chang Bingyu |
| Zhao Xintong | 2 – 2 | Mark Allen   |

| Pos. | Jogador         | P | V | E | D | FV | FP | SF | MB  | Pts |
| ---- | --------------- | - | - | - | - | -- | -- | -- | --- | --- |
| 1    | Lu Ning         | 3 | 2 | 1 | 0 | 8  | 3  | +5 | 129 | 7   |
| 2    | Stephen Maguire | 3 | 2 | 0 | 1 | 7  | 3  | +4 | 73  | 6   |
| 3    | Mark Williams   | 3 | 1 | 0 | 2 | 3  | 6  | –3 | 133 | 3   |
| 4    | Aaron Hill      | 3 | 0 | 1 | 2 | 2  | 8  | –6 | 73  | 1   |

| Mark Williams   | 3 – 0 | Aaron Hill      |
| Stephen Maguire | 1 – 3 | Lu Ning         |
| Stephen Maguire | 3 – 0 | Aaron Hill      |
| Mark Williams   | 0 – 3 | Lu Ning         |
| Lu Ning         | 2 – 2 | Aaron Hill      |
| Mark Williams   | 0 – 3 | Stephen Maguire |

| Pos. | Jogador         | P | V | E | D | FV | FP | SF | MB  | Pts |
| ---- | --------------- | - | - | - | - | -- | -- | -- | --- | --- |
| 1    | Lu Ning         | 3 | 2 | 1 | 0 | 8  | 3  | +5 | 129 | 7   |
| 2    | Stephen Maguire | 3 | 2 | 0 | 1 | 7  | 3  | +4 | 73  | 6   |
| 3    | Mark Williams   | 3 | 1 | 0 | 2 | 3  | 6  | –3 | 133 | 3   |
| 4    | Aaron Hill      | 3 | 0 | 1 | 2 | 2  | 8  | –6 | 73  | 1   |

| Mark Williams   | 3 – 0 | Aaron Hill      |
| Stephen Maguire | 1 – 3 | Lu Ning         |
| Stephen Maguire | 3 – 0 | Aaron Hill      |
| Mark Williams   | 0 – 3 | Lu Ning         |
| Lu Ning         | 2 – 2 | Aaron Hill      |
| Mark Williams   | 0 – 3 | Stephen Maguire |

| Pos. | Jogador         | P | V | E | D | FV | FP | SF | MB  | Pts |
| ---- | --------------- | - | - | - | - | -- | -- | -- | --- | --- |
| 1    | Lyu Haotian     | 3 | 2 | 1 | 0 | 8  | 3  | +5 | 79  | 7   |
| 2    | Hossein Vafaei  | 3 | 1 | 1 | 1 | 5  | 5  | 0  | 124 | 4   |
| 3    | Jimmy Robertson | 3 | 0 | 3 | 0 | 6  | 6  | 0  | 87  | 3   |
| 4    | Michael Judge   | 3 | 0 | 1 | 2 | 3  | 8  | –5 | 76  | 1   |

| Hossein Vafaei  | 3 – 0 | Michael Judge   |
| Jimmy Robertson | 2 – 2 | Lyu Haotian     |
| Jimmy Robertson | 2 – 2 | Michael Judge   |
| Hossein Vafaei  | 0 – 3 | Lyu Haotian     |
| Lyu Haotian     | 3 – 1 | Michael Judge   |
| Hossein Vafaei  | 2 – 2 | Jimmy Robertson |

| Pos. | Jogador         | P | V | E | D | FV | FP | SF | MB  | Pts |
| ---- | --------------- | - | - | - | - | -- | -- | -- | --- | --- |
| 1    | Lyu Haotian     | 3 | 2 | 1 | 0 | 8  | 3  | +5 | 79  | 7   |
| 2    | Hossein Vafaei  | 3 | 1 | 1 | 1 | 5  | 5  | 0  | 124 | 4   |
| 3    | Jimmy Robertson | 3 | 0 | 3 | 0 | 6  | 6  | 0  | 87  | 3   |
| 4    | Michael Judge   | 3 | 0 | 1 | 2 | 3  | 8  | –5 | 76  | 1   |

| Hossein Vafaei  | 3 – 0 | Michael Judge   |
| Jimmy Robertson | 2 – 2 | Lyu Haotian     |
| Jimmy Robertson | 2 – 2 | Michael Judge   |
| Hossein Vafaei  | 0 – 3 | Lyu Haotian     |
| Lyu Haotian     | 3 – 1 | Michael Judge   |
| Hossein Vafaei  | 2 – 2 | Jimmy Robertson |

| Pos. | Jogador          | P | V | E | D | FV | FP | SF | MB  | Pts |
| ---- | ---------------- | - | - | - | - | -- | -- | -- | --- | --- |
| 1    | Ricky Walden     | 3 | 2 | 1 | 0 | 8  | 3  | +5 | 135 | 7   |
| 2    | Shaun Murphy     | 3 | 2 | 0 | 1 | 7  | 5  | +2 | 112 | 6   |
| 3    | Anthony Hamilton | 3 | 1 | 1 | 1 | 6  | 5  | +1 | 116 | 4   |
| 4    | Elliot Slessor   | 3 | 0 | 0 | 3 | 1  | 9  | –8 | 53  | 0   |

| Shaun Murphy     | 3 – 1 | Elliot Slessor   |
| Ricky Walden     | 2 – 2 | Anthony Hamilton |
| Ricky Walden     | 3 – 0 | Elliot Slessor   |
| Shaun Murphy     | 3 – 1 | Anthony Hamilton |
| Anthony Hamilton | 3 – 0 | Elliot Slessor   |
| Shaun Murphy     | 1 – 3 | Ricky Walden     |

| Pos. | Jogador          | P | V | E | D | FV | FP | SF | MB  | Pts |
| ---- | ---------------- | - | - | - | - | -- | -- | -- | --- | --- |
| 1    | Ricky Walden     | 3 | 2 | 1 | 0 | 8  | 3  | +5 | 135 | 7   |
| 2    | Shaun Murphy     | 3 | 2 | 0 | 1 | 7  | 5  | +2 | 112 | 6   |
| 3    | Anthony Hamilton | 3 | 1 | 1 | 1 | 6  | 5  | +1 | 116 | 4   |
| 4    | Elliot Slessor   | 3 | 0 | 0 | 3 | 1  | 9  | –8 | 53  | 0   |

| Shaun Murphy     | 3 – 1 | Elliot Slessor   |
| Ricky Walden     | 2 – 2 | Anthony Hamilton |
| Ricky Walden     | 3 – 0 | Elliot Slessor   |
| Shaun Murphy     | 3 – 1 | Anthony Hamilton |
| Anthony Hamilton | 3 – 0 | Elliot Slessor   |
| Shaun Murphy     | 1 – 3 | Ricky Walden     |

| Pos. | Jogador        | P | V | E | D | FV | FP | SF | MB  | Pts |
| ---- | -------------- | - | - | - | - | -- | -- | -- | --- | --- |
| 1    | Xiao Guodong   | 3 | 2 | 1 | 0 | 8  | 4  | +4 | 127 | 7   |
| 2    | Michael White  | 3 | 2 | 0 | 1 | 7  | 4  | +3 | 131 | 6   |
| 3    | Robert Milkins | 3 | 0 | 2 | 1 | 4  | 7  | –3 | 75  | 2   |
| 4    | David Gilbert  | 3 | 0 | 1 | 2 | 4  | 8  | –4 | 102 | 1   |

| David Gilbert  | 1 – 3 | Michael White  |
| Robert Milkins | 2 – 2 | Xiao Guodong   |
| Robert Milkins | 0 – 3 | Michael White  |
| David Gilbert  | 1 – 3 | Xiao Guodong   |
| Xiao Guodong   | 3 – 1 | Michael White  |
| David Gilbert  | 2 – 2 | Robert Milkins |

| Pos. | Jogador        | P | V | E | D | FV | FP | SF | MB  | Pts |
| ---- | -------------- | - | - | - | - | -- | -- | -- | --- | --- |
| 1    | Xiao Guodong   | 3 | 2 | 1 | 0 | 8  | 4  | +4 | 127 | 7   |
| 2    | Michael White  | 3 | 2 | 0 | 1 | 7  | 4  | +3 | 131 | 6   |
| 3    | Robert Milkins | 3 | 0 | 2 | 1 | 4  | 7  | –3 | 75  | 2   |
| 4    | David Gilbert  | 3 | 0 | 1 | 2 | 4  | 8  | –4 | 102 | 1   |

| David Gilbert  | 1 – 3 | Michael White  |
| Robert Milkins | 2 – 2 | Xiao Guodong   |
| Robert Milkins | 0 – 3 | Michael White  |
| David Gilbert  | 1 – 3 | Xiao Guodong   |
| Xiao Guodong   | 3 – 1 | Michael White  |
| David Gilbert  | 2 – 2 | Robert Milkins |

| Pos. | Jogador        | P | V | E | D | FV | FP | SF | MB  | Pts |
| ---- | -------------- | - | - | - | - | -- | -- | -- | --- | --- |
| 1    | Lu Ning        | 3 | 2 | 1 | 0 | 8  | 4  | +5 | 139 | 7   |
| 2    | Ricky Walden   | 3 | 0 | 3 | 0 | 6  | 6  | 0  | 130 | 3   |
| 3    | Stuart Bingham | 3 | 0 | 2 | 1 | 5  | 7  | –2 | 131 | 2   |
| 4    | Pang Junxu     | 3 | 0 | 2 | 1 | 5  | 7  | –2 | 107 | 2   |

| Stuart Bingham | 2 – 2 | Pang Junxu   |
| Ricky Walden   | 2 – 2 | Lu Ning      |
| Ricky Walden   | 2 – 2 | Pang Junxu   |
| Stuart Bingham | 1 – 3 | Lu Ning      |
| Lu Ning        | 3 – 1 | Pang Junxu   |
| Stuart Bingham | 2 – 2 | Ricky Walden |

| Pos. | Jogador        | P | V | E | D | FV | FP | SF | MB  | Pts |
| ---- | -------------- | - | - | - | - | -- | -- | -- | --- | --- |
| 1    | Lu Ning        | 3 | 2 | 1 | 0 | 8  | 4  | +5 | 139 | 7   |
| 2    | Ricky Walden   | 3 | 0 | 3 | 0 | 6  | 6  | 0  | 130 | 3   |
| 3    | Stuart Bingham | 3 | 0 | 2 | 1 | 5  | 7  | –2 | 131 | 2   |
| 4    | Pang Junxu     | 3 | 0 | 2 | 1 | 5  | 7  | –2 | 107 | 2   |

| Stuart Bingham | 2 – 2 | Pang Junxu   |
| Ricky Walden   | 2 – 2 | Lu Ning      |
| Ricky Walden   | 2 – 2 | Pang Junxu   |
| Stuart Bingham | 1 – 3 | Lu Ning      |
| Lu Ning        | 3 – 1 | Pang Junxu   |
| Stuart Bingham | 2 – 2 | Ricky Walden |

| Pos. | Jogador      | P | V | E | D | FV | FP | SF | MB  | Pts |
| ---- | ------------ | - | - | - | - | -- | -- | -- | --- | --- |
| 1    | Luca Brecel  | 3 | 2 | 0 | 1 | 7  | 3  | +4 | 108 | 6   |
| 2    | Xiao Guodong | 3 | 2 | 0 | 1 | 7  | 4  | +3 | 111 | 6   |
| 3    | Zhao Xintong | 3 | 2 | 0 | 1 | 6  | 4  | +2 | 138 | 6   |
| 4    | Lyu Haotian  | 3 | 0 | 0 | 3 | 0  | 9  | –9 |     | 0   |

| Zhao Xintong | 3 – 0 | Lyu Haotian  |
| Luca Brecel  | 1 – 3 | Xiao Guodong |
| Luca Brecel  | 3 – 0 | Lyu Haotian  |
| Zhao Xintong | 3 – 1 | Xiao Guodong |
| Xiao Guodong | 3 – 0 | Lyu Haotian  |
| Zhao Xintong | 0 – 3 | Luca Brecel  |

| Pos. | Jogador      | P | V | E | D | FV | FP | SF | MB  | Pts |
| ---- | ------------ | - | - | - | - | -- | -- | -- | --- | --- |
| 1    | Luca Brecel  | 3 | 2 | 0 | 1 | 7  | 3  | +4 | 108 | 6   |
| 2    | Xiao Guodong | 3 | 2 | 0 | 1 | 7  | 4  | +3 | 111 | 6   |
| 3    | Zhao Xintong | 3 | 2 | 0 | 1 | 6  | 4  | +2 | 138 | 6   |
| 4    | Lyu Haotian  | 3 | 0 | 0 | 3 | 0  | 9  | –9 |     | 0   |

| Zhao Xintong | 3 – 0 | Lyu Haotian  |
| Luca Brecel  | 1 – 3 | Xiao Guodong |
| Luca Brecel  | 3 – 0 | Lyu Haotian  |
| Zhao Xintong | 3 – 1 | Xiao Guodong |
| Xiao Guodong | 3 – 0 | Lyu Haotian  |
| Zhao Xintong | 0 – 3 | Luca Brecel  |

| Final: Melhor de 5 frames. Árbitro: John Pellew Morningside Arena, Leicester, Inglaterra, 29 de julho de 2022. |                |                       |
| Lu Ning · China                                                                                                | 1–3            | Luca Brecel · Bélgica |
| Scores dos frames: 67–68 (67 Lu), 73–0 (73), 15–72 (72), 0–125 (100)                                           |                |                       |
| 73 | Maior break    | 100                   |
| 0 | Century breaks | 1                     |
| 2 | Breaks 50+     | 2                     |